# Autostrada grozy
Autostrada grozy (ang. Highwaymen) – amerykański thriller z 2004 roku, którego reżyserem jest Robert Harmon.

## Fabuła
Rennie Cray (James Caviezel) jest pogrążony w żałobie po żonie, która została zamordowana przez seryjnego mordercę, Fargo (Colm Feore). Cray przemierza Amerykę w poszukiwaniu psychopaty zabijającego przy pomocy swojego samochodu, Cadillaca Eldorado z 1976 roku. Szuka zemsty na drogach, którymi Fargo (Feore) jeździ i w dalszym ciągu morduje kobiety. Molly (Rhona Mitra), której Cray będzie chciał użyć jako 'przynętę' w złapaniu mordercy, staje się kolejna ofiarą Fargo.

## Obsada
James Caviezel – James 'Rennie' Cray
Rhona Mitra – Molly
Frankie Faison – Will Macklin
Colm Feore – Fargo
Gordon Currie – Ray Boone
Andrea Roth – Alexandra Farrow
Noam Jenkins – Kelt
Martin Roach – Detektyw
Guylaine St-Onge – Olivia Cray